# Acontiophorum bombayense
Acontiophorum bombayense is een zeeanemonensoort uit de familie van de Acontiophoridae. De wetenschappelijke naam van de soort is voor het eerst geldig gepubliceerd in 1968 door Parulekar.